# Robert Mahieu
Robert Mahieu (1 januari 1942) is een Belgisch voormalig voetballer.

## Carrière
Mahieu begon zijn spelerscarrière in 1961 bij ARA La Gantoise, als middenvelder. Hij zou zijn hele carrière bij het team actief blijven, als middenvelder en verdediger. Met La Gantoise won hij in 1964 in een finale tegen KFC Diest in het Heizelstadion de Beker van België, de eerste bekerwinst voor de ploeg. Mahieu stopte als speler bij AA Gent in de zomer van 1976 en werd nadien ook nog ad-interimhoofdtrainer van AA Gent en jeugdcoördinator.